# شهرداری آرنی
شهرداری آرنی یک منطقهٔ مسکونی در ارمنستان است که در استان وایوتس‌جور واقع شده‌است. شهرداری آرنی ۴۳۸ کیلومتر مربع مساحت و ۱۰٬۴۱۰ نفر جمعیت دارد.